# ラン・ランナウェイ
- ラン・ランナウェイ
- ラン・ラナウェイ

「ラン・ランナウェイ」（Run Runaway）は、スレイドの楽曲である。1983年に発売されたオリジナル・アルバム『神風シンドローム』に収録され、翌年に同作のリパッケージ盤『Keep Your Hands Off My Power Supply』からの先行シングルとしてリカットされた。イギリスなどで発売されたシングル盤のB面には「ツー・トラック・ステレオ、ワン・トラック・マインド」、アメリカやカナダで発売されたシングル盤のB面には「ドント・テイム・ア・ハリケーン」が収録された。シングル盤は全英シングルチャートで最高位7位を獲得した。Billboard Hot 100では最高位20位を獲得し、スレイドにとってアメリカで最も売れたシングルとなった。

## 背景
1982年、スレイドはアルバム『神風シンドローム』のためにレコーディングを行なっていたが、RCAレコードはアルバムがチャートインする可能性が薄いと判断し、ジョン・パンターをプロデューサーとして迎えることを提案。ノディ・ホルダーとジム・リーは、「ラン・ランナウェイ」と「マイ・オー・マイ」の2曲を書き、デモ音源を制作した。いずれもレーベルに受け入れられ、パンターはこの2曲のプロデュースを手がけることとなった。レコーディングはRAKスタジオで行われ、同じセッションで「マイ・オー・マイ」のレコーディングも行われた。
1983年に全英シングルチャートでクワイエット・ライオットによる「カモン!!」のカバー・バージョンが第1位を獲得し、同年にスレイドは初めてアメリカのレコード会社（CBSアソシエイテッド）との契約を締結した。レーベルは『神風シンドローム』のリパッケージ盤『Keep Your Hands Off My Power Supply』の発売を決め、1984年3月に同リパッケージ盤からの先行シングルとして「ラン・ランナウェイ」が発売された。本作のミュージック・ビデオはMTVで複数回オンエアされ、Billboard Hot 100でアメリカにおけるバンドの最高位となる20位を獲得した。
ホルダーは本作について「ロックなスコットランドのジグ」と表現している。

## リリース
シングル盤『ラン・ランナウェイ』は、7インチシングルと12インチシングルの2形態が存在しており、イギリス、アイルランド、ヨーロッパ、オーストラリア、ニュージーランド、日本などの国ではRCAレコードから、アメリカとカナダはCBSから発売された。RCAレコードから発売されたシングル盤とCBSから発売されたシングル盤とで、B面に収録された楽曲が異なっており、前者には「ツー・トラック・ステレオ、ワン・トラック・マインド」、後者には「ドント・テイム・ア・ハリケーン」が収録された。
イギリスとドイツで発売された12インチシングルのA面には、「ラン・ランナウェイ」の拡張バージョンが収録された。

## 評価
『レコード・ミラー』誌のロビン・スミスは、『神風シンドローム』のレビューで本作をアルバムからのお気に入りのトラックとして挙げ、「威厳のあるパルス」「ビッグ・カントリーのようにも聴こえる」と評し、『サウンズ』誌のジェリー・ハリスは「1984年のビッグ・カントリーの雰囲気を生意気に意気揚々と示している」と評している。『オールミュージック』のデイヴ・トンプソンは「騒々しい詠唱、渦巻くギター、荒々しいヴァイオリン、そしてヘヴィメタルなバグパイプのテイストさえも、純然たる1980年代初頭のドラムサウンドによって支えられた」と評している。

## シングル収録曲
全曲 作詞・作曲 : ノディ・ホルダー、ジム・リー
| #         | タイトル                                                                                 | 作詞      | 作曲・編曲 | プロデューサー   | 時間 |
| --------- | ---------------------------------------------------------------------------------------- | --------- | ---------- | ---------------- | ---- |
| 1.        | 「ラン・ランナウェイ」(Run Runaway)                                                      |           |            | ジョン・パンター | 3:43 |
| 2.        | 「ツー・トラック・ステレオ、ワン・トラック・マインド」(Two Track Stereo, One Track Mind) |           |            | ジム・リー       | 2:54 |
| 合計時間: | 合計時間:                                                                                | 合計時間: | 6:37       |                  |      |

| #         | タイトル                                                   | 作詞      | 作曲・編曲 | プロデューサー   | 時間 |
| --------- | ---------------------------------------------------------- | --------- | ---------- | ---------------- | ---- |
| 1.        | 「ラン・ランナウェイ」(Run Runaway)                        |           |            | ジョン・パンター | 3:43 |
| 2.        | 「ドント・テイム・ア・ハリケーン」(Don't Tame a Hurricane) |           |            | ジム・リー       | 2:33 |
| 合計時間: | 合計時間:                                                  | 合計時間: | 6:16       |                  |      |

| #         | タイトル                            | 作詞      | 作曲・編曲 | プロデューサー   | 時間 |
| --------- | ----------------------------------- | --------- | ---------- | ---------------- | ---- |
| 1.        | 「ラン・ランナウェイ」(Run Runaway) |           |            | ジョン・パンター | 3:43 |
| 2.        | 「ラン・ランナウェイ」(Run Runaway) |           |            | ジョン・パンター | 3:43 |
| 合計時間: | 合計時間:                           | 合計時間: | 7:26       |                  |      |

| #         | タイトル                                                                                 | 作詞      | 作曲・編曲 | プロデューサー   | 時間 |
| --------- | ---------------------------------------------------------------------------------------- | --------- | ---------- | ---------------- | ---- |
| 1.        | 「ラン・ランナウェイ」(Run Runaway)                                                      |           |            | ジョン・パンター | 5:26 |
| 2.        | 「ツー・トラック・ステレオ、ワン・トラック・マインド」(Two Track Stereo, One Track Mind) |           |            | ジム・リー       | 2:52 |
| 合計時間: | 合計時間:                                                                                | 合計時間: | 8:18       |                  |      |

| #         | タイトル                            | 作詞      | 作曲・編曲 | プロデューサー   | 時間 |
| --------- | ----------------------------------- | --------- | ---------- | ---------------- | ---- |
| 1.        | 「ラン・ランナウェイ」(Run Runaway) |           |            | ジョン・パンター | 4:59 |
| 2.        | 「マイ・オー・マイ」(My Oh My)      |           |            | ジョン・パンター | 4:48 |
| 合計時間: | 合計時間:                           | 合計時間: | 9:47       |                  |      |

## チャート成績

### 週間チャート
| チャート (1984年)                    | 最高位 |
| ------------------------------------ | ------ |
| オーストラリア (Kent Music Report)   | 17     |
| ベルギー (Ultratop 50 Flanders)      | 33     |
| Canada Top Singles (RPM)             | 13     |
| ドイツ (GfK Entertainment charts)    | 19     |
| アイスランド (RÚV)                   | 1      |
| アイルランド (IRMA)                  | 8      |
| ニュージーランド (Recorded Music NZ) | 21     |
| ノルウェー (VG-lista)                | 7      |
| スウェーデン (Sverigetopplistan)     | 4      |
| UK シングルス (OCC)                  | 7      |
| US Billboard Hot 100                 | 20     |
| US Album Rock Tracks                 | 1      |

### 年間チャート
| チャート (1984年)                  | 最高位 |
| ---------------------------------- | ------ |
| オーストラリア (Kent Music Report) | 69     |
| Canada Top Singles (RPM)           | 84     |

## カバー・バージョン
- ダスティ・カウシット（英語版） - 1995年に発売されたアルバム『Coventry & Westham』に収録[21]。
- グレイト・ビッグ・シー（英語版） - 1996年に発売されたアルバム『Up』に収録[22]。
- プリデイン（英語版） - 2007年に発売されたアルバム『Loud Pipes (Save Lives)』に収録[23]。